# Juan Francisco Torres Belén
Juan Francisco Torres Belén, més conegut com a Juanfran (Crevillent, Baix Vinalopó, 9 de gener de 1985) és un exfutbolista professional valencià que jugava com a migcampista. Va ser internacional amb la selecció espanyola.

## Carrera esportiva
El 31 d'agost de 2012 fou titular en el partit que decidia la Supercopa d'Europa 2012, contra el Chelsea FC a Mònaco, i que l'Atlètic de Madrid guanyà per 4 a 1.

## Selecció espanyola
El 31 de maig de 2014 entrà a la llista de 23 seleccionats per Vicente del Bosque per participar en la Copa del Món de Futbol de 2014; aquesta serà la seva primera participació en un mundial. En cas que la selecció espanyola, la campiona del món del moment, guanyés novament el campionat, cada jugador cobraria una prima de 720.000 euros, la més alta de la història, 120.000 euros més que l'any anterior.

## Palmarès
RCD Espanyol
- 1 Copa del Rei: 2005-06.

Atlètic de Madrid
- 2 Lliga Europa de la UEFA: 2011-12 i 2017-18.
- 2 Supercopes d'Europa: 2012[1] i 2018.[5]
- 1 Copa del Rei: 2013.[6]
- 1 Lliga espanyola: 2013-14.
- 1 Supercopa d'Espanya: 2014.